# Derek Barton
Derek Harold Richard Barton (Gravesend, 8 de setembro de 1918 — College Station, 16 de março de 1998) foi um químico britânico.
Conjuntamente com Odd Hassel, recebeu o Prémio Nobel de Química de 1969 devido aos seus contributos para o desenvolvimento do conceito de isomerismo conformacional e das suas aplicações na química.

## Prémios e honrarias
- 1949 - Medalha Corday–Morgan[2]
- 1957 - Prémio Ernest Guenther[3]
- 1959 - Prémio Roger Adams[4]
- 1961 - Medalha Davy[5]
- 1969 - Nobel de Química[6]
- 1972 - Medalha Real[7]
- 1962 - Prémio Longstaff[8]
- 1980 - Medalha Copley[9]
- 1995 - Medalha Priestley[10]
- 1995 - Medalha Lavoisier (SCF)[11]
- Sócio correspondente estrangeiro da Academia das Ciências de Lisboa.